# Burangaite
La burangaite è un minerale appartenente al gruppo della dufrénite.